# Bassareus croceipennis
Bassareus croceipennis är en skalbaggsart som beskrevs av J. L. Leconte 1880. Bassareus croceipennis ingår i släktet Bassareus och familjen bladbaggar. Inga underarter finns listade i Catalogue of Life.